# ننه اوتسوکا
نِنِه اوتسوکا (به ژاپنی: 大塚 寧々، Nene Otsuka) (زادهٔ ۱۴ ژوئن ۱۹۶۸) هنرپیشه اهل ژاپن است. وی از سال ۱۹۸۸ میلادی تاکنون مشغول فعالیت بوده‌است.